# ان‌جی‌سی ۱۱۰
ان‌جی‌سی ۱۱۰ (به انگلیسی: NGC 110) یک خوشه ستاره‌ای باز با قدر ظاهری ۹ است که در صورت فلکی ذات‌الکرسی قرار دارد.